# Some Great Reward Tour
Some Great Reward Tour - восьмий тур британської групи Depeche Mode.

## Треклист
1. Master and Servant
2. Something to Do
3. Two Minute Warning
4. Puppets
5. If You Want
6. People Are People
7. Leave in Silence
8. New Life
9. Shame
10. Somebody
  - It Doesn't Matter
11. Ice Machine
  - Shake the Disease
12. Lie to Me
13. Blasphemous Rumours
14. Told You So
15. Master and Servant
16. Photographic
17. Everything Counts
18. See You
19. Shout
20. Just Can't Get Enough

## Концерти
1. 27 вересня 1984 - St Austell, Англія
2. 28 вересня 1984 - Хенлі, Англія
3. 29 вересня 1984 - Ліверпуль, Англія
4. 1 жовтня 1984 - Оксфорд, Англія
5. 2 жовтня 1984 - Ноттінгем, Англія
6. 4 жовтня 1984 - Дублін, Ірландія
7. 5 жовтня 1984 - Дублін, Ірландія
8. 6 жовтня 1984 - Белфаст, Північна Ірландія
9. 8 жовтня 1984 - Манчестер, Англія
10. 9 жовтня 1984 - Глостер, Англія
11. 10 жовтня 1984 - Кардіфф, Уельс
12. 12 жовтня 1984 - Бірмінгем, Англія
13. 13 жовтня 1984 - Бірмінгем, Англія
14. 14 жовтня 1984 - Блекберн, Англія
15. 16 жовтня 1984 - Глазго, Шотландія
16. 17 жовтня 1984 - Абердин, Шотландія
17. 18 жовтня 1984 - Единбург, Шотландія
18. 19 жовтня 1984 - Шеффілд, Англія
19. 20 жовтня 1984 - Ньюкасл-апон-Тайн, Англія
20. 22 жовтня 1984 - Бристоль, Англія
21. 23 жовтня 1984 - Брайтон, Англія
22. 24 жовтня 1984 - Портсмут, Англія
23. 27 жовтня 1984 - Іпсуіч, Англія
24. 29 жовтня 1984 - Лестер, Англія
25. 30 жовтня 1984 - Саутгемптон, Англія
26. 1 листопада 1984 - Лондон, Англія
27. 2 листопада 1984 - Лондон, Англія
28. 3 листопада 1984 - Лондон, Англія
29. 4 листопада 1984 - Лондон, Англія
30. 15 листопада 1984 - Копенгаген, Данія
31. 16 листопада 1984 - Стокгольм, Швеція
32. 17 листопада 1984 - Лунд, Швеція
33. 18 листопада 1984 - Осло, Норвегія
34. 20 листопада 1984 - Ессен, Німеччина
35. 21 листопада 1984 - Людвіґсгафен-на-Рейні, Німеччина
36. 22 листопада 1984 - Зіген, Німеччина
37. 23 листопада 1984 - Фрайбург, Німеччина
38. 26 листопада 1984 - Флоренція,
39. 27 листопада 1984 - Болонья, Італія
40. 28 листопада 1984 - Мілан, Італія
41. 30 листопада 1984 - Базель, Швейцарія
42. 1 грудня 1984 - Мюнхен, Німеччина
43. 3 грудня 1984 - Берлін, Німеччина
44. 4 грудня 1984 - Ганновер, Німеччина
45. 5 грудня 1984 - Мюнстер, Німеччина
46. 7 грудня 1984 - Ольденбург, Німеччина
47. 8 грудня 1984 - Кіль, Німеччина
48. 9 грудня 1984 - Гамбург, Німеччина
49. 11 грудня 1984 - Бьоблінген, Німеччина
50. 12 грудня 1984 - Оффенбах-на-Майні, Німеччина
51. 13 грудня 1984 - Дюссельдорф, Німеччина
52. 14 грудня 1984 - Гамбург, Німеччина
53. 15 грудня 1984 - Амстердам, Нідерланди
54. 16 грудня 1984 - Роттердам, Німеччина
55. 17 грудня 1984 - Париж, Франція
56. 18 грудня 1984 - Дейнзе ,Бельгія
57. 14 березня 1985 - Вашингтон, Сполучені Штати Америки
58. 15 березня 1985 - Нью-Йорк, Сполучені Штати Америки
59. 16 березня 1985 - Бостон, Сполучені Штати Америки
60. 18 березня 1985 - Монреаль, Канада
61. 19 березня 1985 - Торонто, Канада
62. 20 березня 1985 - Royal Oak, Сполучені Штати Америки
63. 22 березня 1985 - Чикаго, Сполучені Штати Америки
64. 23 березня 1985 - Рок-Айленд, Сполучені Штати Америки
65. 24 березня 1985 - Карбондейл, Сполучені Штати Америки
66. 26 березня 1985 - Х'юстон, Сполучені Штати Америки
67. 27 березня 1985 - Даллас, Сполучені Штати Америки
68. 30 березня 1985 - Лос-Анджелес, Сполучені Штати Америки
69. 31 березня 1985 - Ервайн, Сполучені Штати Америки
70. 1 квітня 1985 - Сан-Дієго, Сполучені Штати Америки
71. 3 квітня 1985 - Окленд, Сполучені Штати Америки
72. 7 квітня 1985 - Токіо, Японія
73. 8 квітня 1985 - Токіо, Японія
74. 9 квітня 1985 - Осака, Японія
75. 12 квітня 1985 - Токіо, Японія
76. 6 липня 1985 - Торхаут, Бельгія
77. 7 липня 1985 - Werchter, Бельгія
78. 9 липня 1985 - Ніцца, Франція
79. 11 липня 1985 - Ліон, Франція
80. 13 липня 1985 - Геенно, Франція
81. 23 липня 1985 - Будапешт, Угорщина
82. 26 липня 1985 - Афіни, Греція
83. 30 липня 1985 - Варшава, Польща